# Katrin Triendl
Katrin Triendl (20 gennaio 1987) è un'ex sciatrice alpina austriaca specialista dello slalom speciale.

## Biografia
Originaria di Oberperfuss e attiva in gare FIS dal dicembre del 2002, Coppa Europa la Triendl esordì il 27 febbraio 2004 a Sankt Sebastian in slalom gigante (34ª) e ottenne il primo podio il 9 gennaio 2005 a Leukerbad in slalom speciale (3ª); ai successivi Mondiali juniores di Bardonecchia conquistò la medaglia di bronzo nella discesa libera. L'esordio in Coppa del Mondo avvenne il 29 dicembre 2005 nello slalom speciale di Lienz, nel quale non si qualificò per la seconda manche, e ai successivi Mondiali juniores del Québec vinse la medaglia d'argento nella medesima specialità e quella di bronzo nella combinata.
Sempre in slalom speciale colse l'ultimo podio in Coppa Europa, il 19 dicembre 2006 a Schruns (3ª), e ottenne il miglior piazzamento in Coppa del Mondo, il 9º posto conquistato a Lienz il 29 dicembre 2007. Prese per l'ultima volta il via in Coppa del Mondo il 7 marzo 2009 a Ofterschwang in slalom speciale, senza qualificarsi per la seconda manche, e si ritirò al termine di quella stessa stagione 2008-2009; la sua ultima gara fu lo slalom speciale dei Campionati italiani 2009, disputato il 28 marzo all'Alpe Cermis e chiuso dalla Triendl al 9º posto. In carriera non prese parte a rassegne olimpiche o iridate.

## Palmarès

### Mondiali juniores
- 3 medaglie:
  - 1 argento (slalom speciale a Québec 2006)
  - 2 bronzi (discesa libera a Bardonecchia 2005; combinata a Québec 2006)

### Coppa del Mondo
- Miglior piazzamento in classifica generale: 82ª nel 2008

### Coppa Europa
- Miglior piazzamento in classifica generale: 5ª nel 2006
- 4 podi:
  - 2 secondi posti
  - 2 terzi posti

### Campionati austriaci
- 2 medaglie[1]:
  - 1 oro (slalom speciale nel 2007)
  - 1 argento (slalom speciale nel 2006)